# Herrenberg (stacja kolejowa)
Herrenberg – stacja kolejowa w Herrenbergu, w kraju związkowym Badenia-Wirtembergia, w Niemczech. Znajdują się tu 3 perony.